# Jean-Louis Azarete
Pas d'image ? Cliquez ici

a Compétitions nationales et continentales officielles uniquement.

b Matchs officiels uniquement.
Jean-Louis Azarete, né le 8 mai 1945 à Urrugne et mort le 20 décembre 2020 à Bayonne, est un joueur international français de rugby à XV qui évolue au poste de pilier gauche. En club, il évolue notamment au sein de l'US Dax et du St-Jean-de-Luz olympique.

## Biographie
Jean-Louis Azarete est né le 8 mai 1945 à Olhette, un hameau de la commune d'Urrugne. Après avoir ses premiers pas sportifs en pelote basque, il s'initie au rugby à XV avec les cadets du St-Jean-de-Luz olympique, autant au poste de troisième ligne aile que de pilier gauche.
Alors qu'il effectue son service militaire à Compiègne, « Zaza », son surnom déjà en vigueur à l'époque, est appelé par le bataillon de Joinville afin de discuter une rencontre sportive chez l'US Dax, durant la saison 1964-1965. Remarqué pour sa prestation lors du match, le bataillon décide de le conserver pour la fin de son service, et le club dacquois lui propose une mutation. Courtisé également par le RC Toulon et l'AS Béziers, ainsi que le club treiziste de Saint-Gaudens XIII, il choisit l'US Dax étant donné la proximité avec son foyer familial. En raison de sa licence rouge, il ne joue pas la première saison en championnat avec l'équipe première, et se familiarise avec sa nouvelle équipe au poste de pilier gauche.
Après avoir disputé la finale du Challenge Yves du Manoir en 1968, concédée contre le RC Narbonne, il est appelé sous le maillot national de l'équipe de France. Après un premier forfait avec l'équipe de France B l'année suivante, il est rappelé dans le cadre du Tournoi des Cinq Nations 1969 ; Jean-Louis Azarete obtient sa première cape internationale en équipe de France le 22 mars 1969, affrontant le pays de Galles au stade olympique Yves-du-Manoir. Sous le maillot tricolore, il côtoie régulièrement le pilier droit basque Jean Iraçabal,. À la fin de la saison, il joue à nouveau la finale du Challenge, l'emportant cette fois-ci contre le FC Grenoble.
Après avoir participé à la tournée de 1971 en Afrique du Sud (en), Azarete retourne vers le Pays basque pour s'engager auprès de son club formateur de Saint-Jean-de-Luz, se rapprochant ainsi de sa ville natale, afin d'aider son jeune frère resté dans la ferme familiale après le décès de leur mère, et alors que leur père est amoindri par une maladie.
Le 13 février 1973, il participe à la victoire française contre les All Blacks sur la pelouse du parc des Princes. Cette année-là, trois Dacquois et anciens Dacquois figurent dans les rangs de l'équipe de France, avec Jean-Pierre Bastiat et Pierre Darbos. Deux ans plus tard, il joue son dernier match sous le maillot tricolore, dans le cadre du Tournoi de 1975 contre le pays de Galles ; Azarete comptabilise au total 26 sélections entre 1969 et 1975. Son départ coïncide avec celui de son coéquipier international de première ligne Iraçabal, un match plus tôt.
La carrière internationale d'Azarete lui vaut d'être retenu parmi les quatre piliers basques les plus emblématiques des années 1970 et 1980, avec Jean Iraçabal, Pierre Dospital et Pascal Ondarts.
En club, il atteint à deux reprises les seizièmes de finale du championnat, en 1974 contre ses anciens coéquipiers de l'US Dax, puis en 1975 contre la Section paloise. La saison suivante, le Saint-Jean-de-Luz olympique et Azarete avancent jusqu'aux huitièmes de finale, défaits cette fois-ci par le CA Brive.
Avant de prendre sa retraite sportive, il effectue sa dernière saison avec le Stade hendayais, en 1980-1981.
Jean-Louis Azarete meurt à Bayonne dans l'après-midi du 20 décembre 2020,.

## Style de jeu
Jean-Louis Azarete a un physique typique des piliers basques, qui sont d'après ses propres mots « petits, râblés malgré [leur] ventre [...], mais surtout solides au niveau des reins ».

## Palmarès

### En club
- Challenge Yves du Manoir : 
  - Vainqueur (1) : 1969 avec l'US Dax ;
  - Finaliste (1) : 1968 avec l'US Dax.

### En équipe nationale
- Tournoi des Six Nations :
  - Vainqueur : 1970 (ex-aequo avec le pays de Galles).

## Statistiques en sélection nationale
- 26 sélections en équipe de France[3]
- Sélections par année : 2 en 1969, 4 en 1970, 6 en 1971, 5 en 1972, 4 en 1973, 4 en 1974, 1 en 1975
- Éditions du Tournoi disputées : 1969, 1970, 1971, 1972, 1973, 1974, 1975.

## Distinctions
- Chevalier de l'ordre national du Mérite[2],[10].
- Médaille d'argent de la jeunesse et des sports en 1994[2].
- Médaille de la jeunesse, des sports et de l'engagement associatif, or en 2005[2].